# Robert Bertie (3e comte de Lindsey)
Robert Bertie, 3e comte de Lindsey (8 novembre 1630 - 8 mai 1701), appelé Lord Willoughby de Eresby de 1642 à 1666, est un noble anglais.

## Biographie
Il est le fils de Montagu Bertie (2e comte de Lindsey) et Martha Cokayne. Il voyage sur le continent, en France et en Italie entre 1647 et 1652, étudiant à l'Université de Padoue en 1651. En 1654, il épouse Marie Massingberd, qui est morte dans la fin des années 1650, après lui avoir donné une fille:
- Arabella Bertie (décédée le 28 février 1716), mariée à Thomas Savage (3e comte Rivers).

Avant 1660, il se remarie avec Elizabeth Wharton (décédée en 1669), fille de Philip Wharton (4e baron Wharton), dont il a cinq enfants
- Robert Bertie (1er duc d'Ancaster et Kesteven) (1660-1723)
- Peregrine Bertie (1663-1711)
- Philip Bertie (v. 1664–1728), marié à Elizabeth Brabazon, fille de William Brabazon, 3e comte de Meath, sans descendance
- Norris Bertie (c. 1666 - 27 août 1691)
- Albemarle Bertie (v. 1668-1742)

Il se présente à Boston en 1661 et est élu au Parlement cavalier, où il siège jusqu'à ce qu'il succède à son père en tant que comte de Lindsey et Lord-grand-chambellan en 1666. Vers 1670, il se marie une troisième fois avec Elizabeth Pope, fille de Thomas Pope (2e comte de Downe) et veuve de Francis Lee (4e baronnet). Avec elle, il a deux enfants,:
- Charles Bertie (1683-1727)
- Elizabeth Bertie, morte célibataire

Il hérite d'un patronage électoral à Stamford, sur lequel son frère Peregrine est élu depuis 1665. Lors d'une élection partielle de 1677, Lindsey traite les électeurs somptueusement et assure l'élection de son candidat contre celui de John Cecil (4e comte d'Exeter), jusqu'ici prédominant dans l’arrondissement. Pendant une brève période, les deux Peregrine et leur jeune frère Charles Bertie siègent pour l'arrondissement, mais la crise de l'exclusion en 1679 détruit temporairement l'influence de Lindsey. Les frères de Lindsey retrouvent les deux sièges aux élections de 1685, mais en 1689, il passe un compromis avec John Cecil (5e comte d'Exeter) et chacun désigne un député, le frère de Lindsey, Charles, occupant ce siège jusqu'en 1711. En 1694, il nomme son fils cadet, Philip lors d’une élection partielle aux côtés de Charles, mais le comte d’Exeter propose de nouveau un candidat en 1698 et Philip ne se présente pas.